# Colus holbolli
Colus holbolli är en snäckart som först beskrevs av Moller 1842.  Colus holbolli ingår i släktet Colus och familjen valthornssnäckor. Inga underarter finns listade i Catalogue of Life.